# Demografie Nigerias

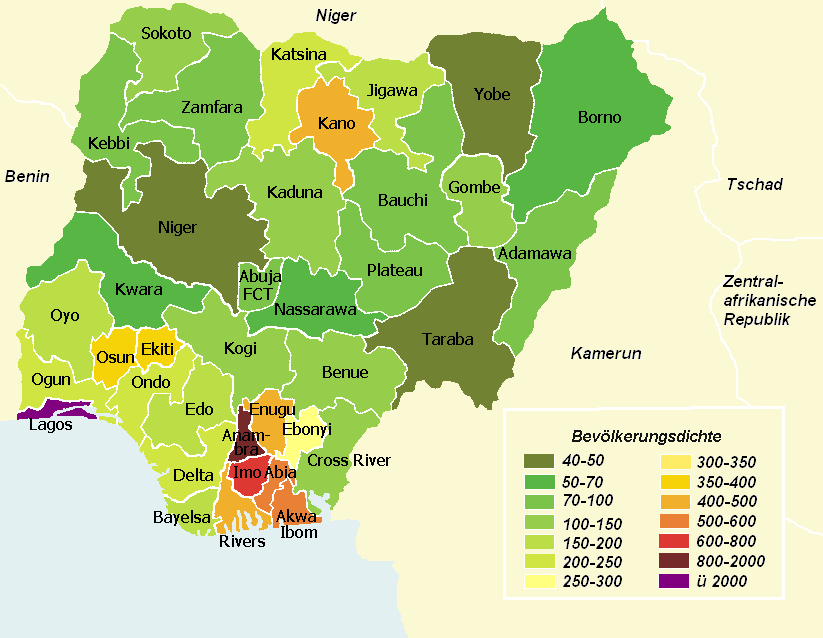
Bevölkerungsdichte in Nigeria

Nigeria gehört zu den am dichtesten besiedelten Ländern in Afrika und hat mit ca. 211 Millionen Einwohnern (2021) die größte Bevölkerung des Kontinents und die siebtgrößte der Welt. Trotz einer relativ hohen Sterblichkeit wächst die Bevölkerung des Landes weiterhin rasant an und könnte bis Mitte des Jahrhunderts bei über 400 Millionen liegen.
Nigeria ist die Heimat von über 250 ethnischen Gruppen mit über 500 Sprachen, und die unterschiedlichen Sitten und die Traditionen unter ihnen verleihen dem Land eine große kulturelle Vielfalt. Die drei größten ethnischen Gruppen sind die Hausa und Fulani mit 34 % der Bevölkerung (werden meist als eine Gruppe gezählt); zusammen mit den Igbo und den Yoruba mit jeweils ca. 14 %. Dazu existieren noch etliche weitere kleinere ethnische Gruppen. Da jede Ethnie auch über ihre eigene Sprache bzw. Dialekt verfügt, gehört das Land auch linguistisch zu den diversesten weltweit. Personen mit unterschiedlichen ethnischen Hintergründen kommunizieren am häufigsten auf Englisch, der Lingua franca des Landes. In den urbanen Zentren des Landes ist eine charakteristische Pidgin-Sprache entstanden.
Charakteristisch für die Demografie Nigerias ist eine im weltweiten Vergleich hohe Fertilitätsrate in Kombination mit einer niedrigen Lebenserwartung. Die Bevölkerung gehört deswegen zu den weltweit jüngsten. Damit befindet sich Nigeria zwischen der zweiten und der dritten Phase des demografischen Übergangs.

## Allgemein

Bevölkerungsentwicklung, Fertilitäts- und Nettoreproduktionsraten von 1950 bis 2021; Prognose der Bevölkerungsentwicklung bis 2032; Schätzung der Vereinten Nationen 2022
Blaue Kurve (linke Y-Achse): Gesamtbevölkerung jeweils zum 1. Juli in Tausend
Blaue gepunktete Kurve (linke y-Achse): Gesamtbevölkerung jeweils zum 1. Juli in Tausend, „Mittlere Prognose“ („Medium variant“)
Rote Kurve (rechte y-Achse): Gesamtfruchtbarkeitsrate (Lebendgeburten pro Frau)
Gelbe Kurve (rechte y-Achse): Nettoreproduktionsrate (überlebende Töchter pro Frau)

Nigerias Bevölkerung wächst seit mindestens fünf Jahrzehnten aufgrund der sehr hohen Geburtenraten rapide an und vervierfachte sich in dieser Zeit. Das Wachstum war in den 1980er Jahren am schnellsten, nachdem die Kindersterblichkeit rasch gefallen war, und hat sich seitdem leicht verlangsamt, da die Fertilitätsrate inzwischen leicht gesunken ist. Nach der Überarbeitung der Weltbevölkerungsprognose 2017 betrug die Gesamtbevölkerung im Jahr 2018 195.875.000, verglichen mit nur 37.860.000 im Jahr 1950. Der Anteil der Kinder unter 15 Jahren im Jahr 2010 betrug 44,0 %, 53,2 % waren zwischen 15 und 65 Jahre alt, während 2,7 % 65 Jahre oder älter waren. Die Einwohnerzahl wächst mit 2,5 bis 3 Prozent jährlich.
Die nigerianische Regierung hat angekündigt, dass sie dazu beitragen will, das rasche Bevölkerungswachstum einzudämmen. Sie hat ab etwa 2010 kostenlose Verhütungsmittel angeboten, und sie hat sogar Schritte unternommen, um Menschen davon abzubringen, große Familien haben zu wollen. Die Regierung setzt auf kleinere Familien, um in Zukunft eine finanzielle Tragbarkeit zu gewährleisten. Sie betrachten Länder wie Thailand (ein Land, das sein Bevölkerungswachstum stark eindämmen konnte) als Modell für ihre derzeitige Strategie. Die Regierung in Abuja hat diese Familienplanungsprogramme bisher jedoch nicht erfolgreich durchführen können, da es an politischem Willen, staatlicher Finanzierung und Verfügbarkeit und Erschwinglichkeit von Dienstleistungen und Produkten mangelt und es nach wie vor eine kulturelle Präferenz für große Familien gibt. Ein höherer Bildungsstand, insbesondere bei Frauen, und eine Verbesserung der Gesundheitsfürsorge sind erforderlich, um Eltern zu ermutigen und ihnen die Möglichkeit zu geben, sich für kleinere Familien zu entscheiden.
Bis 2050 rechnen die Vereinten Nationen in ihrer derzeitigen Prognose mit einer Verdoppelung der Bevölkerung auf mehr als 400 Millionen Einwohner. Bis Ende des Jahrhunderts wird mit einer weiteren Verdoppelung auf ca. 800 Millionen Einwohner gerechnet.
| Jahr | Einwohnerzahl | Jährliche Steigerung |
| ---- | ------------- | -------------------- |
| 1950 | 037.859.744   | k. A.                |
| 1955 | 041.085.563   | 1,64 %               |
| 1960 | 045.137.812   | 1,88 %               |
| 1965 | 050.127.214   | 2,10 %               |
| 1970 | 055.981.400   | 2,21 %               |
| 1975 | 063.373.572   | 2,48 %               |
| 1980 | 073.460.724   | 2,95 %               |
| 1985 | 083.613.300   | 2,59 %               |
| 1990 | 095.269.988   | 2,61 %               |
| 1995 | 108.011.465   | 2,51 %               |
| 2000 | 122.352.009   | 2,49 %               |
| 2005 | 138.939.478   | 2,54 %               |
| 2010 | 158.578.261   | 2,64 %               |
| 2015 | 181.181.744   | 2,66 %               |
| 2018 | 195.875.237   | 2,58 %               |

## Demografie seit 1950
Entwicklung verschiedener demografischer Indikatoren des Landes seit dem Jahr 1950. Die Daten beziehen sich jeweils auf einen Zeitraum von 5 Jahren.
| Periode   | Anzahl Geburten | Anzahl Todesfälle | Fertilität pro Frau | Säuglingssterblichkeit je 1000 Geburten |
| --------- | --------------- | ----------------- | ------------------- | --------------------------------------- |
| 1950–1955 | 09.105.000      | 05.882.000        | 6,35                | 200                                     |
| 1955–1960 | 09.989.000      | 05.940.000        | 6,35                | 186                                     |
| 1960–1965 | 11.012.000      | 06.024.000        | 6,35                | 173                                     |
| 1965–1970 | 12.155.000      | 06.258.000        | 6,35                | 159                                     |
| 1970–1975 | 14.003.000      | 06.572.000        | 6,61                | 147                                     |
| 1975–1980 | 16.161.000      | 06.929.000        | 6,76                | 134                                     |
| 1980–1985 | 18.210.000      | 07.385.000        | 6,76                | 125                                     |
| 1985–1990 | 20.090.000      | 08.342.000        | 6,60                | 126                                     |
| 1990–1995 | 22.232.000      | 09.395.000        | 6,37                | 129                                     |
| 1995–2000 | 24.919.000      | 10.484.000        | 6,17                | 119                                     |
| 2000–2005 | 28.058.000      | 11.300.000        | 6,05                | 104                                     |
| 2005–2010 | 31.197.000      | 11.258.000        | 5,91                | 090                                     |
| 2010–2015 | 34.424.000      | 11.520.000        | 5,74                | 074                                     |

## Ethnische Gruppen

Ethnolinguistische Karte von Nigeria

In Nigeria leben mehr als 250 Ethnien. Die größten und politisch einflussreichsten Völker in Nigeria sind die im Norden lebenden Hausa und Fulbe (muslimisch), die zusammen 33,4 Prozent der Bevölkerung ausmachen und zur Gruppe Hausa-Fulani zusammengefasst werden, die Igbo (christlich) mit 14,1 Prozent im Süden und die Yoruba (christlich) mit 13,9 Prozent im Südwesten. Hinzu kommen weitere Ethnien, unter ihnen die Tiv (2,2 %) im Osten, die Ibibio (2,2 %) im Südosten, die Ijaw (2,0 %) im Süden, die Kanuri (1,7 %) im Nordosten, die Igala (1,0 %) sowie zahlreiche kleinere Völker wie die Umon und die Ogoni.
Obwohl die verschiedenen Ethnien des Landes generell friedlich zusammen leben, kommt es dennoch auch zu ethnisch basierten Konflikten. Der Biafra-Krieg Ende der 1960er Jahre beruhte auf dem Versuch der Abspaltung der südöstlichen Regionen des Landes, die mehrheitlich von den Igbo besiedelt werden. Der derzeitige Konflikt im Nigerdelta geht vor allem von den Ijaw und Ogoni aus und hat als Hintergründe die ungerechte Verteilung der Öleinnahmen und ökologische Schäden. Der Scharia-Konflikt in Nigeria erreicht seine höchste Intensität im Stammesgebiet der Kanuri.
| Ethnie           | Anteil | Verbreitungsgebiet         |
| ---------------- | ------ | -------------------------- |
| Hausa und Fulani | 33,4 % | Nordwesten und Nordzentral |
| Igbo             | 14,1 % | Südosten                   |
| Yoruba           | 13,9 % | Südwesten                  |
| Tiv              | 02,2 % | Südosten und Südzentral    |
| Ibibio           | 02,2 % | äußerster Südosten         |
| Ijaw/Izon        | 02,0 % | Südwesten                  |
| Kanuri/Beriberi  | 01,7 % | Nordosten                  |
| Igala            | 01,0 % | Zentral                    |
| sonstige         | 28,9 % |                            |

## Gesundheit
Die Gesundheit der Bevölkerung in Nigeria hat sich seit 1950 gemessen an der Lebenserwartung, obwohl die Fortschritte nicht stetig waren, kontinuierlich verbessert. Unter gesundheitlichen Gesichtspunkten ist der Zugang zu einer sicheren Wasserversorgung häufiger geworden, wenn auch nicht allgemein, und es gibt wenig Abwasserinfrastruktur. Die Lebenserwartung gehört nach wie vor zu den niedrigsten der Welt. In Nigeria starben 10 % aller Kinder vor dem Erreichen ihres 5. Lebensjahres und es gab 2016 ca. 58.000 Todesfälle bei gebärenden Müttern.
Zu den vermeidbaren Krankheiten, die in Nigeria auftreten, zählen HIV/AIDS, Malaria und Gelbfieber. 2014 waren ca. 3 % der Bevölkerung HIV-Positiv. Zu den weiteren Gesundheitsgefährdungen zählen Umweltverschmutzung und Verkehrsunfälle. 2016 waren 11,5 % der Bevölkerung unterernährt, was im regionalen Vergleich ein relativ niedriger Wert ist.

Entwicklung der Lebenserwartung

### Lebenserwartung bei der Geburt
Lebenserwartung (beide Geschlechter) von 1950 bis 2015 (UN World Population Prospects):
| Periode   | Lebenserwartung in Jahren |
| --------- | ------------------------- |
| 1950–1955 | ▬ 33,81                   |
| 1955–1960 | ▲ 35,80                   |
| 1960–1965 | ▲ 38,13                   |
| 1965–1970 | ▲ 39,97                   |
| 1970–1975 | ▲ 42,03                   |
| 1975–1980 | ▲ 44,29                   |
| 1980–1985 | ▲ 46,02                   |
| 1985–1990 | ▼ 45,95                   |
| 1990–1995 | ▼ 45,87                   |
| 1995–2000 | ▲ 46,00                   |
| 2000–2005 | ▲ 46,94                   |
| 2005–2010 | ▲ 49,75                   |
| 2010–2015 | ▲ 51,88                   |

## Migration
Heute leben Millionen Nigerianer im Ausland. Die größten Gemeinden befinden sich im Vereinigten Königreich (ca. 300.000 bis 500.000) und in den Vereinigten Staaten (400.000). Es gibt auch große Gruppen in Südafrika, Italien, Irland und vielen anderen Ländern. Die Gründe für die Emigration basiert stark auf sozioökonomischen Problemen wie Krieg, Unsicherheit, wirtschaftlicher Instabilität und zivilen Unruhen. Viele Emigranten sind hochqualifiziert.
Zwischen 1400 und 1900 wurden nach Schätzungen ca. 1,4 Millionen Menschen als Sklaven aus dem Gebiet des heutigen Nigeria nach Amerika verschifft. Deshalb haben heutige Afroamerikaner zu einem bedeutenden Teil Wurzeln im heutigen Nigeria.
Im Land selbst sind 2017 ca. 1,24 Mio. Menschen aus dem Ausland eingewandert, womit Migranten nur ein halbes Prozent der Bevölkerung ausmachen. Die größten Gruppen an Ausländern kamen aus Benin (360.000), Ghana (230.000), Mali (170.000), Togo (150.000) und Niger (130.000). Die meisten Migranten im Land leben entweder in den schnell wachsenden Städten oder arbeiten als Fachkräfte in der Ölindustrie des Landes.

## Religion
Nigeria ist fast zu gleichen Teilen zwischen Christentum und Islam aufgeteilt. Die Mehrheit der nigerianischen Muslime sind sunnitisch und konzentrieren sich auf die nördlichen, zentralen und südwestlichen Zonen des Landes, während Christen in einigen Zentralstaaten (insbesondere in den Bundesstaaten Plateau und Benue) sowie in den Südost- und Süd-Süd-Regionen dominieren. Das Land verfügt damit gleichzeitig über eine der größten muslimischen und eine der größten christlichen Populationen der Welt. Andere in Nigeria praktizierte Religionen sind vor allem die traditionelle afrikanische Religion wie die Religion der Yoruba.
Laut einer Umfrage des Pew Research Center aus dem Jahr 2009 waren 45 % der Bevölkerung Nigerias Muslime. Eine spätere Pew-Studie aus dem Jahr 2011 berechnete, dass Christen 56,8 % der Bevölkerung in Nigeria ausmachten, während Muslime 41,1 % ausmachten. Die CIA schätzte den Anteil der Muslime für 2013 bereits auf 51,3 % und den der Christen auf 46,9 %. Anhänger anderer Religionen machen 1,4 % der Bevölkerung aus.
Aufgrund der höheren Fertilität in den mehrheitlich muslimisch besiedelten Gebieten des Landes wird in Zukunft mit einer islamischen Bevölkerungsmehrheit gerechnet. Interkonfessionelle Gewalt ist ein bedeutendes Problem in der Gesellschaft Nigerias. In einigen Bundesstaaten des Landes gilt die Scharia.

## Urbanisierung

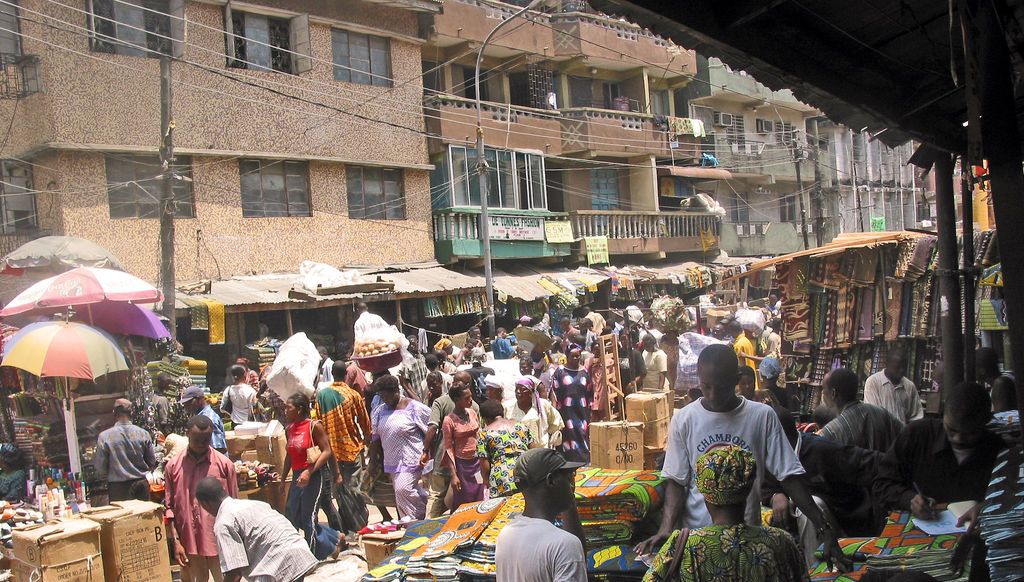
Markt in Lagos

Das Land erlebt seit der Unabhängigkeit eine rasche Urbanisierung und das Wachstum der Stadtbevölkerung ist etwa doppelt so hoch wie das ohnehin schnelle Bevölkerungswachstum. Die Urbanisierung stieg deshalb von 15,4 % im Jahre 1960 auf 49,5 % im Jahre 2017 an. Damit leben insgesamt 94,5 Millionen Menschen in den Städten des Landes. Zu den größten urbanen Zentren gehören Lagos, Kano, Ibadan, Benin City und Port Harcourt. Die Agglomeration Abuja im Zentrum des Landes gehört außerdem zu den am schnellsten wachsenden der Welt. Da die urbane Infrastruktur nicht mit der Bevölkerungsentwicklung Schritt halten kann, lebt ein großer Teil der Stadtbevölkerung unter prekären hygienischen und sanitären Bedingungen in weitläufigen Slums. Aufgrund der weiterhin hohen Wachstumsrate in Kombination mit einer weiter voranschreitenden Urbanisierung muss mit einer zukünftigen Verschärfung der derzeitigen Probleme gerechnet werden.
Die größte Agglomeration Lagos (2015 ca. 14 Mio. Einwohner) soll bis 2050 auf 32,6 Millionen anwachsen. Für das Jahr 2100 wird mit einer Bevölkerung von über 88 Millionen Personen gerechnet.